# دابلند
دابلند فیلم سینمایی کمدی فانتزی به کارگردانی ابراهیم ابراهیمیان و تهیه کنندگی محمدرضا مصباح محصول مشترک سینمای ایران و گرجستان است.
«دابلند» با حضور بازیگران گرجی ساخته شده‌است اما عوامل فنی همگی از سینمای ایران هستند.
این فیلم پس از «پیلوت» دومین همکاری ابراهیمیان و مصباح است بر اساس فیلمنامه‌ای از سارا سلطانی و در فضایی کاملاً متفاوت ساخته شده‌است.
مهدی کوشکی، دیمیتری تاتیشویلی، آنا ماتوآشویلی، بکا تورمانیدزه، سالومه پاقاوا، لاشا کانکاوا، سوفیا سبیشورادزه و تنگیز آوالیشودلی در این فیلم بازی کرده‌اند.